# Баффи Саммерс
Баффи Энн Саммерс (англ. Buffy Anne Summers) — персонаж, главная героиня одноимённых фильма и телесериала, созданных Джоссом Уидоном. Баффи — избранная, призванная истреблять вампиров, демонов и других представителей потусторонних сил. В фильме 1992 года роль сыграла актриса Кристи Суонсон, а в сериале (с 1997 по 2003) Баффи играла Сара Мишель Геллар.

## Сериал
Баффи Саммерс родилась 19 января 1981 года в Лос-Анджелесе, в семье Хэнка и Джойс Саммерс. В детстве она была очень дружна со своей кузиной Селией, но, когда ей исполнилось 8 лет, Селия умерла в ходе тяжёлой болезни. Баффи сильно переживала из-за произошедшего, однако, затем она нашла себе новую привязанность, сделав своим кумиром известную фигуристку Дороти Хэмилл. За время учёбы в школе Баффи стала очень популярной среди сверстников, но вся её жизнь резко изменилась в 1996 году после встречи со странным человеком, рассказавшим странную историю о девушке со сверхъестественными силами, которой предстоит защищать мир от злых сил. Таким образом Баффи узнала, что является Истребительницей вампиров, а странный человек по имени Мэррик оказался её первым наставником и учителем — Наблюдателем.
После убийства первого вампира девушка отбросила весь скепсис и поверила в правдивость слов Мэррика. Но вскоре её Наблюдатель был убит. Без его советов и поддержки Баффи пыталась самостоятельно научиться искусству истреблять кровососов, однако, её первая крупная победа обернулась ещё и скандалом — Баффи сожгла логово вампиров вместе со спортивным залом своей школы. Этот инцидент стал последней каплей в чаше терпения родителей Баффи. Ещё до этого в отношениях Хэнка и Джойс проскальзывало напряжение из-за странного поведения дочери и её поздних приходов домой, и в 1997 году супруги развелись. Оставшись вместе с мамой, через некоторое время Баффи переехала в небольшой калифорнийский городок Саннидэйл, где Джойс приобрела художественную галерею и надеялась начать новую жизнь для себя и дочери. Никто из них даже не мог и представить, что солнечный Саннидэйл является сосредоточением могучих мистических сил, притягивающих к себе всевозможных демонов и вампиров. Лишь после знакомства с библиотекарем местной школы Баффи поняла, что ей не удастся избежать своей судьбы. Библиотекарь Руперт Джайлз оказался её новым Наблюдателем и объяснил, что в определённых кругах город носит иное название — Чёртова Пасть или Адские Врата.
Если бы Истребительница только знала, что за последующие семь лет ей предстоит дважды побывать за гранью жизни и смерти, убить своего возлюбленного, обрести сестру и оплакивать смерть матери, а также несколько раз спасти мир от полного уничтожения! Но пока юная Баффи Саммерс пытается отыскать светлые стороны в сложившейся ситуации, и одной них становится знакомство с двумя ребятами из местной школы, которым предстоит стать лучшими друзьями Истребительницы вампиров.

### Сезон 1
Баффи пытается приспособиться к своей новой школе. В этом ей помогают новые друзья: скромная отличница Уиллоу и весельчак-неудачник Ксандер. В свободное от школы время Баффи учится у своего нового Наблюдателя истреблять вампиров и различных демонов. Помимо этого у юной Избранной появляется первый серьёзный любовный интерес — загадочный незнакомец Энджел, на поверку оказавшийся вампиром, хотя и необычным. Но уже скоро Баффи предстоит задаться вопросом: А можно ли отказаться от своего дара и своей судьбы, чтобы жить жизнью обыкновенной девушки?

### Сезон 2
В череде новых приключений Баффи впервые сталкивается с тёмным прошлым не только своего Наблюдателя, но и своего возлюбленного. Появление в Саннидэйле вампиров Спайка и Друзиллы заставляет Баффи открыть новые страницы из таинственной прошлой жизни Энджела. Однако чувства к нему не ослабевают даже после того как Истребительница узнаёт о чудовищных преступлениях своего любимого.
Но самое страшное испытание Баффи проходит после первой ночи, проведённой вместе с Ангелом. Осознание факта, что она стала причиной его превращения в кровожадного и жестокого убийцу, готовит Истребительницу к будущим испытаниям. Первый опыт утраты близких друзей, конфликты с матерью и ответственное право выбора давят тяжёлым грузом на плечи Баффи.

### Сезон 3
Для Истребительницы и её друзей наступает последний год обучения в школе, в течение которого они должны определиться со своим ближайшим будущим. В отличие от остальных Баффи со всё большей остротой понимает, что долг Избранной не позволяет ей уехать из Чёртовой Пасти, оставив жителей города на произвол судьбы. Попытка обустроить свою личную жизнь после утраты Ангела также не приносит желаемых результатов. Мистическое возвращение вампира из Ада заставляет Баффи вновь испытать забытые чувства, однако, теперь отношения между ними выходят на иной уровень — Баффи и Ангел начинают осознавать, что несмотря на свою любовь они живут разными жизнями, и рано или поздно им придётся принять непростое для себя решение.
Появление Истребительницы вампиров Фэйт на короткое время приносит Баффи надежду начать жизнь вдали от Саннидэйла. Но после ряда событий, повлекших за собой переход Фэйт на сторону врага, Баффи впервые осознаёт, каким ужасным оружием может оказаться дар Истребительницы, если использовать его не по назначению.

### Сезон 4
Первый год учёбы в университете оказывается для Баффи очень насыщенным и драматичным. Помимо неудобств, связанных с адаптацией в студенческом городке, и очередного появления вампира Спайка, жаждущего реванша за прошлые поражения, Истребительница всё ещё переживает отъезд Ангела. Через некоторое время после первого (и не слишком удачного) опыта свиданий со студентом, Баффи всё же влюбляется в Райли Финна — студента старших курсов, который подобно Истребительнице ведёт двойную жизнь, являясь командиром подразделения по выслеживанию и захвату демонов для военного проекта Инициатива.
Правда об этой загадочной организации заставляет Баффи и её друзей вступить в противостояние с чудовищным и жестоким монстром — конечным продуктом исследований Инициативы, вышедшим из-под контроля своих создателей. В ходе этого конфликта Баффи предстоит не только вырвать Райли из его размеренной жизни, но и пережить серьёзную ссору со своими лучшими друзьями: Уиллоу, Ксандером и Джайлзом, ставшими жертвами интриг со стороны Спайка.

### Сезон 5
Столкновение с легендарным графом Дракулой побуждает Баффи задуматься над вопросом о происхождении Истребительниц вампиров и понимании их силы. Попытки узнать больше подробностей от Спайка приводит Баффи к осознанию того, что её давний враг начал испытывать к ней сильные романтические чувства. Но Баффи не желает развивать подобные взаимоотношения, считая, что без души Спайк не способен быть искренним в своих намерениях (однако затем ей придётся несколько изменить своё мнение). Одновременно с этим Истребительнице приходится переживать неожиданный отъезд Райли. Она не может принять слов Райли о недостатке любви по отношению к нему, но со временем понимает их частичную правоту. Появление младшей сестры по имени Дон проходит для Баффи почти незаметно.
Лишь после столкновения с демонической богиней Глори, обладающей невероятной силой, Истребительница узнаёт всю правду о Ключе — сгустке магической энергии, способном взламывать барьеры между мирами. Ключ был трансформирован в обыкновенного человека, сестру Баффи, чтобы Истребительница сумела защитить его ценой своей собственной жизни. После внезапной смерти Джойс от мозговой аневризмы шокированная Баффи понимает, что Дон — это единственная семья, оставшаяся у неё, и поэтому вопрос о способе появления Дон в жизни Баффи перестаёт иметь значение. Именно ради своей новообретённой сестры и друзей Истребительница жертвует своей жизнью в решающей схватке с Глори, чтобы не допустить очередного конца света.

### Сезон 6
Опасаясь, что их подруга после своей смерти оказалась в одном из демонических миров, друзья Баффи ценой неимоверных усилий возвращают Истребительницу в мир живых. Но лишь через некоторое время они узнают о чудовищной ошибке — на самом деле Баффи попала на небеса, и после возвращения на Землю вся жизнь кажется ей настоящей пыткой. После отъезда Джайлза — своего единственного учителя — Баффи приходится начать новую, взрослую жизнь. Помимо проблем по ведению домашнего хозяйства и появления трёх неудачников, собирающихся стать настоящими Суперзлодеями, у Истребительницы не складываются отношения с сестрой, считающей, что никто не уделяет ей достаточно внимания.
Неуверенность в том, какой именно она вернулась в мир живых, способствует развитию страстных отношений между Баффи и Спайком. Истребительница не может смириться с тем, что она воскресла не человеком, однако, вскоре она убеждается в обратном. Ошеломлённая Баффи понимает всю ошибочность своего романа — она убеждается в том, что лишь использовала привязанность вампира в трудные для себя минуты. Ещё не подозревая, к каким последствиям приведёт её ошибка в будущем, сейчас Баффи вынуждена сразиться со своей лучшей подругой Уиллоу. Убийство возлюбленной превратило её в мстительную колдунью, готовую уничтожить мир ради избавления от горечи утраты. Но впервые Истребительница не участвует напрямую в спасении мира — кульминацию событий Баффи встречает под землёй, где ей предстоит выяснить отношения с младшей сестрой и вновь обрести желание жить в этом мире.

### Сезон 7
После реконструкции школы Саннидэйла, разрушенной несколько лет назад, Баффи неожиданно для себя получает предложение стать школьным психологом. Ей импонирует понимание директора Робина Вуда, считающего, что проблемным детям может помочь лишь человек, который в детстве тоже был проблемным ребёнком. Помимо своей новой работы Истребительница продолжает заниматься воспитанием младшей сестры. Она находит взаимопонимание с её стороны и уже не опасается брать Дон с собой на дежурства. Столкновение со Спайком, пропавшим несколько месяцев назад, приносит Баффи новое потрясение — она узнаёт, что вампир обрёл свою душу, причём сделал он это осознанно и ради неё.
Истребительница стремится помочь Спайку пережить конфликт с самим собой, постепенно проникаясь к нему всё более нежными чувствами. Лишь в самом конце она понимает, что Спайк, подобно Ангелу, занял определённое место в её жизни и сердце и этого уже не изменить. После зловещих событий и предзнаменований Баффи готовится противостоять своему новому врагу — бесплотному и могущественному Изначальному Злу, в планах которого уничтожение всех Истребительниц и их Наблюдателей. Лишь после того как ей приходится пережить поражение в схватке с вампирами, недоверие со стороны друзей и сомнение в собственных силах, Баффи понимает своё главное предназначение — несмотря ни на что, она должна быть лидером и вести за собой людей, принимая за них сложные и неоднозначные решения, которые в будущем могут повлиять на судьбу всего мира.

## Создание персонажа
Персонаж Баффи частично основан на Китти Прайд, персонаже комиксов X-Men. В интервью журналу Time Джосс Уидон назвал Китти «огромной прото-Баффи».

## Оценки
В июне 2010 года Entertainment Weekly внёс Баффи в список «100 величайших персонажей за последние 20 лет», поставив её на 3-е место вслед за Гомером Симпсоном и Гарри Поттером.